# 拓跋猗㐌
拓跋猗㐌（267年—305年7月31日），中國西晉時期鮮卑索頭部人，295年至305年統治索頭部中部國土，是南北朝時期北魏皇帝的先祖之一。其父為拓跋沙漠汗，拓跋猗盧、拓跋弗皆為其兄弟，妻祁氏。
295年，當時的鮮卑索頭部首領，也是猗㐌之叔拓跋祿官將國土分為三部，由猗㐌統治中部。猗㐌並將部落之事，委諸漢人，漢人因此紛紛歸附。297年以後的數年間，猗㐌穿過漠北，向西侵略各國，前後五年，征服三十餘國。
304年，與猗盧擊敗劉淵軍，和晉軍會師。305年再敗劉淵軍，因此被晉帝封為代理大單。不久去世，子拓跋普根繼其索頭部中部首領之位。
北魏道武帝拓跋珪稱帝時，將猗㐌追諡為桓皇帝。

## 诸子
- 拓跋普根（?-316）
- 惠帝拓跋贺傉（?-325）
- 炀帝拓跋纥那

拓跋素延、拓跋郁、拓跋目辰為其後代